# میشلنیتسه
میشلنیتسه (لهستانی: Myślenice؛ ‏[mɨɕlɛˈɲit͡sɛ]) شهری کوچک در جنوب لهستان است که در محدودهٔ استان لهستان کوچک (از ۱۹۹۹) واقع شده و ۱۸٫۳۶۶ نفر جمعیت دارد (آمار سال ۲۰۱۹). این شهر در مسیر جاده ئی۷۷ اروپا است که کراکوف را به زکوپانا متصل می‌کند.
نخستین اشارات به نام این شهر مربوط به سال‌های ۱۲۵۳ تا ۱۲۵۸ است که در آن قلعه‌ها و باروهای نظامی ساخته بودند تا از کراکوف (از سمت جنوبی) محافظت کند. در سال ۱۷۷۲ و در جریان تجزیه لهستان این شهر ضمیمهٔ خاک اتریش شد و تا سال ۱۹۱۸ جزئی از گالیسیا بود. پس از جنگ جهانی اول، این شهر مجدداً جزئی از جمهوری دوم لهستان شد.

## روابط بین‌شهری بین‌المللی
شهرهای زیر خواهرخواندهٔ هستند:
| - بوخاتوف، لهستان - چوپاک، مجارستان - داهلونگا، جورجیا، ایالات متحده آمریکا - لودن‌شاید، آلمان - Tinqueux، فرانسه |